# 江別地区
江別地区（えべつちく）とは北海道江別市の地区の名称。

## 概要
江別地区は、江別市域から野幌、大麻の両地区を除く地域のことである。具体的には江別駅周辺を中心とした市街地の6丁目通以東の地域、上江別、江別太、豊幌、篠津を含む江北地区、角山の各地区が含まれる。
江別の市街地・上江別・角山は旧札幌郡、江北地区は旧称が篠津村で旧石狩郡、江別太・豊幌は幌向村（現南幌町）から移譲された地域で旧空知郡とそれぞれ違ったルーツを持つ地域である。
江別駅周辺は江別発祥の地であり、石狩川や千歳川に渡しの船が行き交っていた。
かつては賑わっていたが、現在はその賑わいも野幌地区、大麻地区に移っている。特に、野幌地区に大規模店舗が複数進出した1980年代以降、商業地域としての没落が著しい。以前は活況を呈していた江別中央通り商店街も、現在は商店自体がほとんど無くなっている。
王子製紙（現在は王子特殊紙）の工場があることから王子という地名がある。

## 商業施設
- 上江別ショッピングセンター

## 交通機関
- 函館本線
  - 高砂駅 - 江別駅 - 豊幌駅
- 国道12号、国道275号、国道337号
- 道央自動車道江別東IC